# Nguyễn Đức Quý
Nguyễn Đức Quý (1849-1887) là nhà khoa bảng đã đỗ Hoàng giáp trong khoa thi duy nhất của đời vua Kiến Phúc, khoa thi năm 1884. Nguyễn Đức Quý là người thôn Hoành Sơn, xã Nam Kim Thượng, tổng Nam Kim, huyện Thanh Chương, phủ Anh Sơn, tỉnh Nghệ An (nay thuộc xã Khánh Sơn, huyện Nam Đàn, tỉnh Nghệ An). Năm Bính Tý 1876, niên hiệu Tự Đức thứ 30, ông đỗ Hương cống (Cử nhân). Ông làm quan Hàn lâm viện Biên tu. Sau theo phong trào Cần Vương, được vua Hàm Nghi phong Tán tương quân vụ, nhưng kẻ xấu hại và ông bị bắn chết trong đợt đi lấy lương thực.